# Skvoz ogon
Skvoz ogon (russisk: Сквозь огонь) er en sovjetisk spillefilm fra 1982 af Leonid Makarytjev.

## Medvirkende
- Boris Kritjevskij som Pavlik
- Aleksej Buldakov som Savelij
- Tatjana Bedova
- Aleksandr Susnin som Grigorij Timofejev
- Georgij Sjtil